# ساغا (ساغا)
مدينة ساغا (بالإنجليزية: Saga)‏ هي أحد المدن التابعة لمحافظة ساغا. تأسست رسميًا في 01/10/2005. ويقدر عدد سكانها بـ 239932 نسمة حسب تقدير مكتب الإحصاء الياباني لعام 2012. تبلغ مساحة ساغا 431.42 كم2. بكثافة سكانية تبلغ 556 نسمة/كم2.

## المناخ
يظهر الجدول التالي التغييرات المناخية على مدار السنة لساغا:
| البيانات المناخية لـساغا          | البيانات المناخية لـساغا | البيانات المناخية لـساغا | البيانات المناخية لـساغا | البيانات المناخية لـساغا | البيانات المناخية لـساغا | البيانات المناخية لـساغا | البيانات المناخية لـساغا | البيانات المناخية لـساغا | البيانات المناخية لـساغا | البيانات المناخية لـساغا | البيانات المناخية لـساغا | البيانات المناخية لـساغا | البيانات المناخية لـساغا |
| الشهر                             | يناير                    | فبراير                   | مارس                     | أبريل                    | مايو                     | يونيو                    | يوليو                    | أغسطس                    | سبتمبر                   | أكتوبر                   | نوفمبر                   | ديسمبر                   | المعدل السنوي            |
| --------------------------------- | ------------------------ | ------------------------ | ------------------------ | ------------------------ | ------------------------ | ------------------------ | ------------------------ | ------------------------ | ------------------------ | ------------------------ | ------------------------ | ------------------------ | ------------------------ |
| متوسط درجة الحرارة الكبرى °م (°ف) | 9.5 (49.1)               | 10.6 (51.1)              | 14.6 (58.3)              | 20.3 (68.5)              | 24.8 (76.6)              | 27.4 (81.3)              | 30.9 (87.6)              | 32.4 (90.3)              | 28.6 (83.5)              | 23.5 (74.3)              | 17.7 (63.9)              | 12.1 (53.8)              | 21.0 (69.9)              |
| المتوسط اليومي °م (°ف)            | 5.0 (41.0)               | 6.0 (42.8)               | 9.3 (48.7)               | 14.8 (58.6)              | 19.2 (66.6)              | 22.8 (73.0)              | 26.8 (80.2)              | 27.6 (81.7)              | 23.7 (74.7)              | 17.9 (64.2)              | 12.4 (54.3)              | 7.2 (45.0)               | 16.1 (60.9)              |
| متوسط درجة الحرارة الصغرى °م (°ف) | 1.2 (34.2)               | 2.0 (35.6)               | 4.7 (40.5)               | 10.0 (50.0)              | 14.3 (57.7)              | 18.9 (66.0)              | 23.6 (74.5)              | 23.9 (75.0)              | 19.9 (67.8)              | 13.3 (55.9)              | 7.9 (46.2)               | 3.1 (37.6)               | 11.9 (53.4)              |
| الهطول مم (إنش)                   | 62.0 (2.44)              | 73.5 (2.89)              | 113.7 (4.48)             | 171.3 (6.74)             | 190.0 (7.48)             | 321.6 (12.66)            | 341.4 (13.44)            | 178.2 (7.02)             | 175.0 (6.89)             | 96.8 (3.81)              | 68.5 (2.70)              | 44.4 (1.75)              | 1٬836٫4 (72.3)           |
| متوسط تساقط الثلوج سم (إنش)       | 6 (2.4)                  | 5 (2.0)                  | 0 (0)                    | 0 (0)                    | 0 (0)                    | 0 (0)                    | 0 (0)                    | 0 (0)                    | 0 (0)                    | 0 (0)                    | 0 (0)                    | 1 (0.4)                  | 12 (4.8)                 |
| متوسط الرطوبة النسبية (%)         | 71                       | 70                       | 68                       | 70                       | 71                       | 76                       | 80                       | 77                       | 76                       | 72                       | 72                       | 73                       | 73                       |
| ساعات سطوع الشمس الشهرية          | 117.5                    | 120.6                    | 160.9                    | 161.7                    | 182.5                    | 143.7                    | 169.4                    | 210.1                    | 164.4                    | 174.2                    | 141.4                    | 123.1                    | 1٬869٫5                  |
| المصدر: NOAA (1961-1990)          |                          |                          |                          |                          |                          |                          |                          |                          |                          |                          |                          |                          |                          |

## أعلام
- شيغيو شينغو
- مينورو كاواساكي
- شيغينوبو أوكوما
- تومومي مانكو
- هيروشي ناكانو